# Pannon Volán
A Pannon Volán ZRt. (korábban 12. számú Volán Vállalat) Baranya megye helyközi, valamint Szigetvár, Komló, Siklós és Mohács városok helyi autóbusz-forgalmának lebonyolításáért volt felelős. Pécs város forgalmát a Pécsi Közlekedési Zrt. látta el, amely 1993-ban vált ki a Pannon Volánból. 2012. április 1-jétől a Tüke Busz közlekedteti a járműveket a városban.

## Történet
Pécs városában 1913-ban indult meg a villamos közlekedés. 1926-ban két acélkarosszériás busszal megindult a megyeszékhelyen a menetrend szerinti autóbusz-közlekedés. Az 1930-as években alakult meg a MAVART, amely kifejezetten a vidék közlekedésének lebonyolítására jött létre. Később MÁVAUT-nak keresztelték át, a háború után a roncs járműveket átalakítva biztosították a közlekedést, a profi szerelőgárdának köszönhetően. 1941. április 1-jén létrejött a nemzetközi üzletág.
Négy évvel később létrejött a 26. számú AKÖV. 1970-ben egyesítették a megyei közlekedést 12. számú Volán Vállalat néven. A Pannon Volán nevet 1985-ben vette fel. 1993-tól állami tulajdonú részvénytársaság.
2014. december 31-én beolvadt a Dél-dunántúli Közlekedési Központ (DDKK) Zrt.-be.

## Buszpark
A Pannon Volán tulajdonában kb. 330 autóbusz volt.